# Temnorhynchus repandus
Temnorhynchus repandus är en skalbaggsart som beskrevs av Hermann Burmeister 1847. Temnorhynchus repandus ingår i släktet Temnorhynchus och familjen Dynastidae. Inga underarter finns listade i Catalogue of Life.